# Witold Pilecki
Witold Pilecki (Olónets, Gobernación de Olónets, Imperio ruso; 13 de mayo de 1901-Varsovia, Polonia; 25 de mayo de 1948, también conocido como Roman Jezierski, Tomasz Serafiński, Druh, Witold) fue un oficial (rotmistrz) de las Fuerzas Armadas de Polonia en la Segunda República de Polonia, cofundador de la Tajna Armia Polska, o Ejército Secreto Polaco, además de miembro del Armia Krajowa, Ejército Nacional polaco, distinguido por su lucha contra la ocupación nazi de Polonia.
Es la única persona conocida que se internó de forma voluntaria en el campo de concentración Auschwitz, cuando no se sabía bien lo que allí le hacían a los prisioneros. Una vez dentro, organizó la resistencia e informó al exterior acerca de las atrocidades del Holocausto. Escapó en 1943 y participó en el levantamiento de Varsovia.
Al finalizar la guerra, en 1947, fue detenido por la policía política comunista y es torturado. Fue condenado a muerte y ejecutado en 1948 por el gobierno comunista de la República Popular de Polonia establecido a instancias de la Unión Soviética.

## Sus primeros pasos
Pilecki nació en una zona a orillas del lago Ládoga en la Gobernación de Olónets, Imperio ruso, adonde su familia había sido enviada por las autoridades zaristas, después de ser vencida la sublevación polaca de 1863-1864, en la que participara su abuelo, Józef Pilecki, por lo que debió soportar siete años de destierro en Siberia. 
Hacia 1910, fue llevado por su familia a Vilna, donde terminó la escuela comercial y se unió a la organización clandestina ZHP. En 1916, se trasladó a Oriol, Rusia, donde fundó un grupo local de ZHP.
Durante Primera Guerra Mundial, en Vilno, por 1918, se unió a las unidades polacas de autodefensa, al mando del general Władysław Wejtko, tomó las armas y ayudó a desarmar a las tropas alemanas desmoralizadas en retirada, en lo que se convirtió en el preludio a la ofensiva de Vilna. 
Participó en la Guerra polaco-soviética de 1919-1921. Bajo el mando del Comandante Jerzy Dąbrowski, lideró una brigada del ZPH que, cuando fue liquidada por los bolcheviques, su unidad condujo la guerra partisana detrás de las líneas enemigas.  
Pilecki se unió al ejército polaco regular y luchó en Kiev como parte de la caballería que defendía Grodno (en la actual Bielorrusia). El 5 de agosto de 1920, se unió al 21.º Regimiento de Ulanos y luchó en la batalla crucial de Varsovia y en el bosque de Rudniki (Puszcza Rudnicka) participó en la liberación de Vilna. Le concedieron dos veces la cruz de valor Krzyż Walecznych por su coraje. 
Después de que la guerra polaco-soviética concluyera en 1921 con la Paz de Riga, Pilecki se graduó en Vilna y, en 1926, fue desmovilizada su unidad de caballería. Se dedicó durante la paz a cuidar la granja de su familia en la aldea de Sukurcze. El 7 de abril de 1931, se casó con María Pilecka (1906-6 de febrero de 2002) en Ostrowska. Tuvieron dos niños, nacidos en Vilna: Adam  (16/01/1932) y Zofia (14/03/1933).

## La Segunda Guerra Mundial

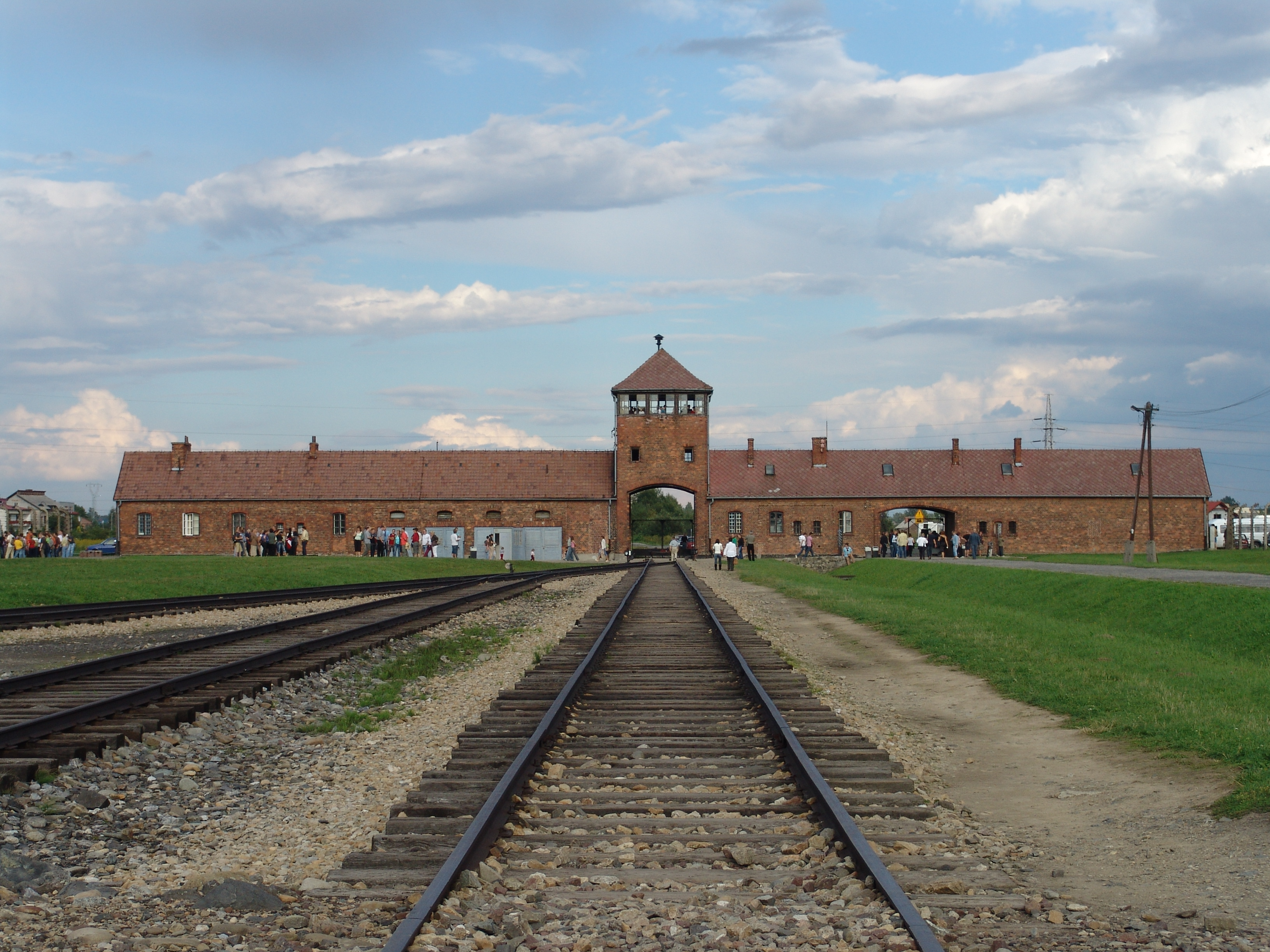
La puerta de entrada del antiguo campo de concentración nazi alemán de Auschwitz II

El 26 de agosto de 1939, poco antes de que estallara la Segunda Guerra Mundial, Pilecki fue asignado a la 19.ª división de infantería del ejército como comandante del pelotón de caballería. Su unidad participó en arduas batallas en la defensa de Polonia contra los alemanes que avanzaban y fue destruida en parte. El pelotón de Pilecki se retiró al sureste hacia Lwów (ahora Lviv, en Ucrania) y la cabeza de puente rumana y fue incorporado en la 41.ª división de infantería recién formada.
Durante la campaña, Pilecki y sus hombres destruyeron siete tanques alemanes y derribaron dos aviones. El 17 de septiembre, después de que la Unión Soviética invadiera Polonia por el este, conforme al Pacto Ribbentrop-Mólotov, la división de Pilecki fue disuelta y él volvió a Varsovia con su comandante, Jan Włodarkiewicz.
El 9 de noviembre, los dos hombres fundaron el Ejército Secreto Polaco (Tajna Armia Polska, TAP), una de las primeras organizaciones clandestinas en Polonia. Pilecki ascendió a comandante de la organización y amplió el TAP no solo en Varsovia sino en Siedlce, Radom, Lublin y otras ciudades importantes de Polonia central. Antes de 1940, TAP tenía 8.000 hombres (más de la mitad, armados), unas 20 ametralladoras y varios rifles antitanques. Más adelante, la organización fue incorporada al Ejército Nacional Polaco, Armia Krajowa, de la resistencia polaca y se convirtió en la base de la unidad de Wachlarz.

## La campaña de Auschwitz: 945 días
En 1940, Pilecki presentó a sus superiores un plan para ingresar al campo de concentración nazi de Auschwitz (nombre alemán de la localidad polaca de Oświęcim), para recolectar información de inteligencia en su interior y organizar la resistencia interna. Hasta entonces, poco se había sabido sobre el funcionamiento de los campos alemanes, ya que se pensaba que eran campos de internamiento o prisiones grandes más que campos de la muerte. Sus superiores aprobaron su plan y le proporcionaron un documento de identidad falso con el nombre de "Tomasz Serafiński". El 19 de septiembre, en forma deliberada salió durante una redada en Varsovia y fue detenido por los alemanes junto con 2.000 civiles (entre ellos, Władysław Bartoszewski). Después de dos días de tortura en los cuarteles de la Wehrmacht, enviaron a los sobrevivientes a Auschwitz. Pilecki fue tatuado en su antebrazo con el número 4859.
En Auschwitz, mientras trabajaba en varios comandos y sobreviviendo a una pulmonía, Pilecki organizó la Unión clandestina de Organizaciones Militares (Związek Organizacji Wojskowej, ZOW). Las tareas de ZOW eran mejorar la moral interna, proporcionar noticias de afuera, distribuir alimentos y ropas adicionales a los miembros, instalar redes de inteligencia, y entrenar a grupos para asumir el control del campo en caso de que la resistencia polaca iniciara un ataque para tomar el poder, o que enviaran una tropa aerotransportada de la Primera brigada Independiente polaca de paracaidistas, establecida en Gran Bretaña.
Antes de 1941, ZOW había crecido bastante. Entre sus miembros figuraron el escultor polaco Xawery Dunikowski y el campeón de esquí Checo de Bronisław. Algunos trabajaban en las oficinas administrativas de las SS en el campo (la señora Rachwalowa, el capitán Rodziewicz, el Sr. Olszowka, el Sr. Jakubski y el Sr. Miciukiewicz), otros en los compartimentos del almacenaje (el Sr. Czardybun) y también en el crematorio de humanos (el Sr. Szloma Dragon y Sr. Henryk Mendelbaum).  
La organización tenía sus comunicaciones clandestinas con fuentes del exterior. Gracias a civiles que vivían cerca, la organización recibía asistencia médica regular. ZOW proveía a la resistencia información clandestina sobre el campo. Muchas organizaciones clandestinas más pequeñas que existían en Auschwitz se unieron con ZOW. 
A partir de octubre de 1940, ZOW envía reportes a Varsovia, y al comenzar 1941, los informes de Pilecki eran remitidos vía la resistencia polaca al gobierno británico en Londres. Estos informes eran una de las principales fuentes de la inteligencia en Auschwitz para los aliados occidentales. 
En el otoño de 1941, transfirieron al coronel Karcz al campo de la muerte de Birkenau, recién creado, donde procedió a organizar las estructuras de ZOW. Para la primavera de 1942, la organización tenía más de 1000 miembros, incluyendo mujeres y personas de otras nacionalidades, en su mayoría internados en subcampos. Construyeron un receptor de radio y lo ocultaron en el hospital del campo.
Mientras, la Gestapo redobló sus esfuerzos para atrapar a los miembros del ZOW; asesinó a muchos. 
Pilecki esperaba que los aliados llegaran con armas y tropas, o que la resistencia polaca organizase un asalto. Antes de 1943, sin embargo, se percató de que no existía ningún plan. Decidió escapar, con la esperanza de ir a convencer a los líderes de la resistencia de intentar un rescate.
La noche del 26 de abril de 1943, cuando le fue asignado un turno en una panadería fuera de la cerca, él y dos camaradas dominaron a su guardia, cortaron la línea telefónica y escaparon, robaron en su huida varios documentos alemanes. En caso de que los capturaran, se suicidarían con cianuro. Con la ayuda de civiles, contactaron a la Resistencia Polaca. Pilecki entregó otro informe detallado sobre las condiciones en Auschwitz.

## La sublevación de Varsovia
El 25 de agosto de 1943, Pilecki llegó a Varsovia y se unió al departamento de Inteligencia de la Resistencia polaca que, después de perder a varios agentes en el reconocimiento cerca de Auschwitz, decidió que carecía de la fuerza para tomar el campo sin ayuda. Un detallado Informe de Pilecki de 100 páginas (en inglés: Pilecki's Report y en polaco: Raport Pileckiego) fue enviado a Londres. Las autoridades británicas rechazaron la ayuda aérea de la resistencia polaca para que una operación ayude a los internos a escaparse. Un ataque aéreo era demasiado aventurado, y los informes de la resistencia sobre las atrocidades nazis en Auschwitz eran considerados exageraciones (Pilecki escribió: "durante los primeros tres años, en Auschwitz fallecieron dos millones de personas; en los dos años siguientes tres millones").
Pilecki fue promovido a capitán de la caballería (rotmistrz) y creó una organización secreta anticomunista, NIE («No» en polaco y abreviatura de «NIEpodległość» - Independencia), formada como organización secreta dentro de la Resistencia Polaca con la meta de prepararse a resistir una posible ocupación soviética.
Cuando la sublevación de Varsovia estalló el 1 de agosto de 1944, Pilecki se ofreció para el batallón Chrobry II del Kedyw. Al principio, luchó en el norte de la ciudad sin revelar su rango, como un simple civil. Más adelante, divulgó su identidad y aceptó el mando de la Primera Compañía "Warszawianka", luchó en el área comprendida entre las calles de Towarowa y de Pańska. Sus fuerzas conformaron un área fortificada, el "gran bastión de Varsovia". Era una de las fuerzas partisanas más periféricas y que causaba dificultades considerables para el frente alemán. El bastión se sostuvo durante dos semanas contra los ataques constantes de la infantería y los blindados alemanes. En la capitulación de la sublevación, Pilecki ocultó algunas armas en un apartamento privado y lo detuvieron. Pasó el resto de la guerra retenido en los campos de Łambinowice y Murnau, destinados a los prisioneros de guerra. Fue liberado por la 12.ª División blindada de los EE. UU. el 28 de abril de 1945.

## La URSS asume el control de Polonia
Después del 11 de julio de 1945, Pilecki se unió a la división de inteligencia militar del Segundo Cuerpo polaco comandado por el teniente general Władysław Anders. Se le ordenó transportar una gran suma clandestina de dinero a la región polaca bajo ocupación soviética, pero la operación fue cancelada. En septiembre, el general Władysław Anders le ordenó volver a Polonia y recolectar información de inteligencia para ser enviada al gobierno de Polonia en el exilio cuyas relaciones con el prosoviético gobierno de Lublin se deterioraban. 
Pilecki procedió a organizar su red de inteligencia, mientras escribía una monografía sobre Auschwitz. En la primavera de 1946, sin embargo, el gobierno polaco en el exilio determinó que la situación política de la posguerra no presentaba ninguna oportunidad para la liberación de Polonia de la URSS y ordenó a todos sus partidarios escondidos en los bosques volver a sus vidas civiles con normalidad o exiliarse en Occidente. Pilecki no quiso exiliarse, pero procedió a desmontar las fuerzas partisanas en Polonia del este. 
En abril de 1947, comenzó a recoger evidencias de las atrocidades soviéticas en el procesamiento de polacos (sobre todo miembros la resistencia polaca y del Segundo cuerpo polaco) y las ejecuciones o encarcelamientos en campos soviéticos.

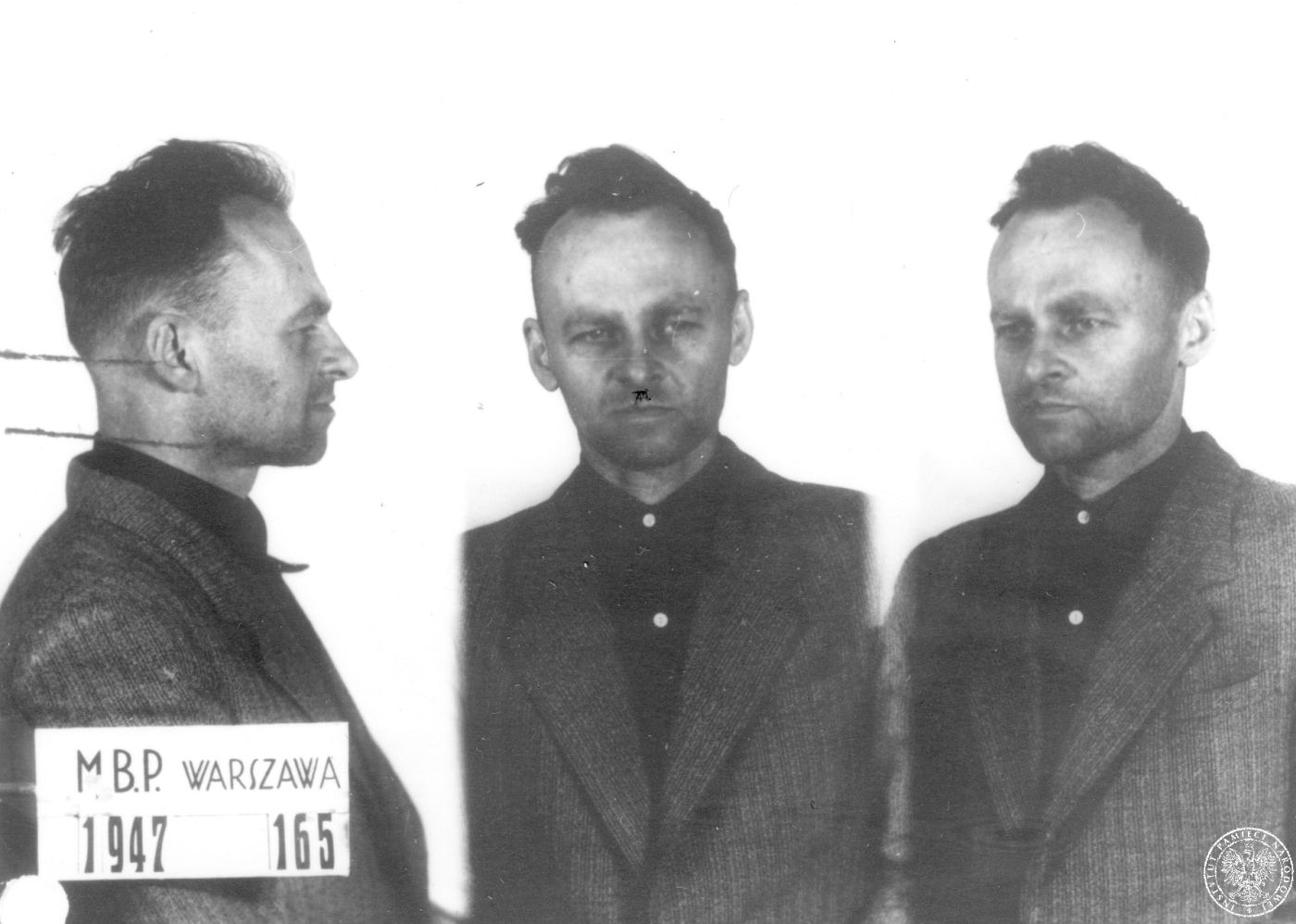
Witold Pilecki en la prisión de Mokotów de Varsovia. 1947

El 8 de mayo de 1947, el servicio de seguridad polaco lo arrestó. Antes del juicio, lo torturaron pero no reveló ninguna información sensible e intentó en varias ocasiones proteger a otros presos. 
El 3 de marzo de 1948, se efectuó el proceso. El testimonio contra él fue presentado por el futuro primer ministro polaco, Józef Cyrankiewicz, sobreviviente de Auschwitz. Pilecki fue acusado de cruce ilegal de las fronteras, uso de documentos falsos, no alistarse en el ejército, llevar armas no permitidas, espiar para el general Anders (líder de los militares del gobierno de Polonia en el exilio) y de preparar un posible asesinato de funcionarios del ministerio de la seguridad pública de Polonia. 
Pilecki negó los cargos de asesinato, como los de espionaje; aunque admitió que transmitía información al Segundo Cuerpo polaco del cual se consideraba un oficial, alegando que no infringía ninguna ley. Se declaró culpable de los otros cargos. El 15 de mayo, fue condenado a la muerte junto a otros tres. Diez días después, el 25 de mayo de 1948, fue ejecutado en la prisión de Mokotów de Varsovia.

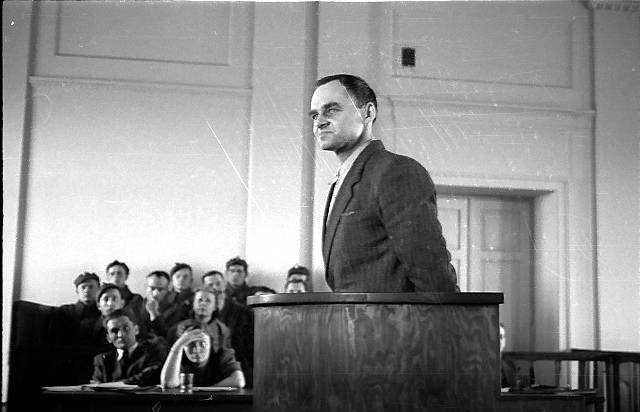
Witold Pilecki durante el juicio. 1948

Su ejecución fue parte de un procesamiento de miembros de la resistencia y del ejército, conectados con el gobierno polaco en exilio en Londres. El tribunal sólo lo componían el presidente Jan Hryckowian y el juez Józef Bodecki, lo cual infringía las leyes. 
En 2003, el fiscal de este proceso, Czesław Łapiński, y otros funcionarios involucrados en la farsa judicial fueron acusados de complicidad con la muerte de Pilecki. El autor del falso testimonio, Cyrankiewicz, ya había muerto, mientras que Łapiński murió en 2004 luego del juicio.
El cuerpo de Pilecki nunca fue encontrado. Se cree que pudo haber sido enterrado en un campo de basura próximo al Cementerio Militar de Powązki en Varsovia.

## Reconocimientos póstumos

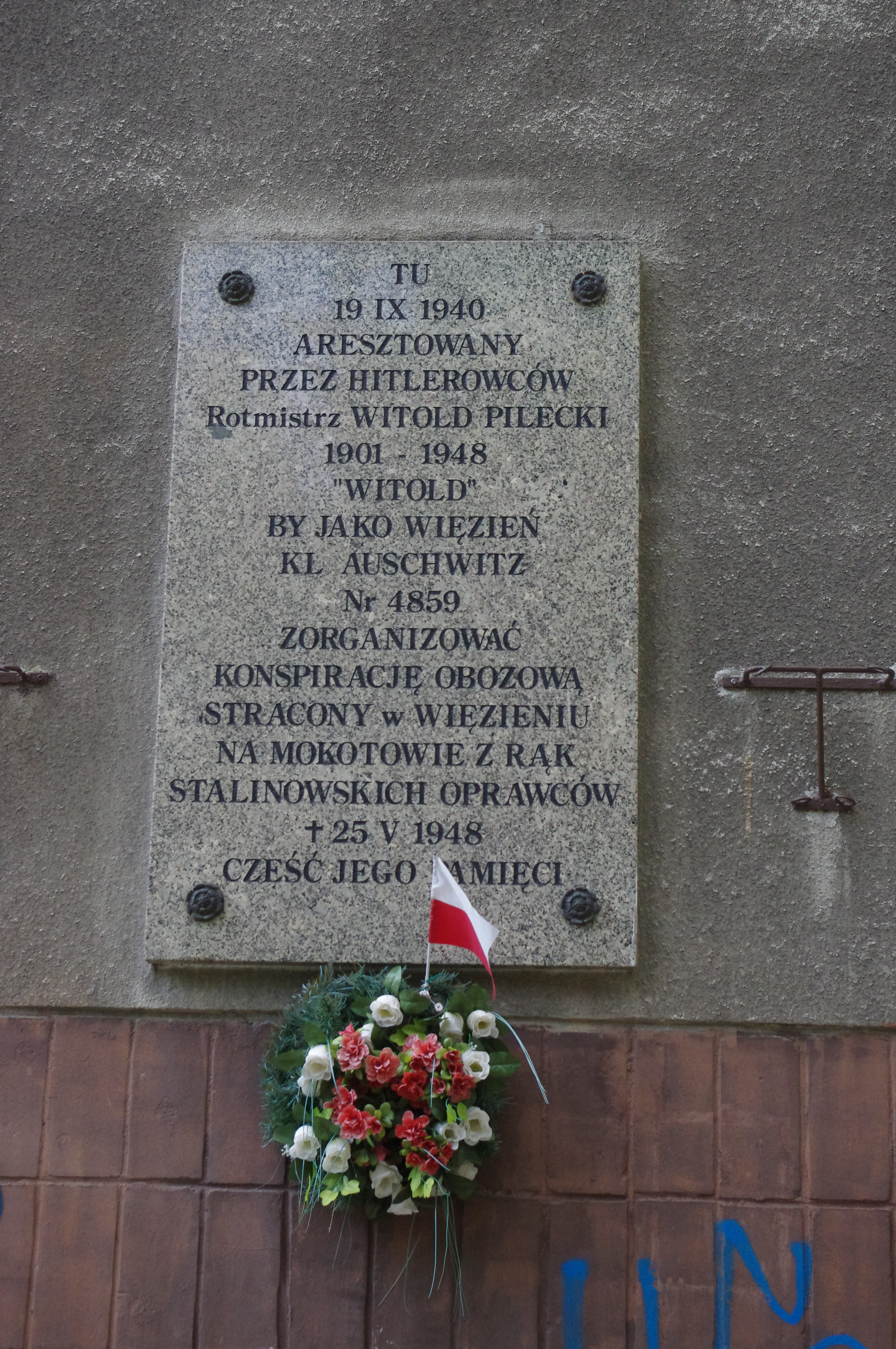
Placa conmemorativa de Witold Pilecki en Varsovia.

La información sobre sus hazañas y coraje fueron censuradas por el régimen comunista de la República Popular de Polonia hasta 1989.
Después de que Polonia recuperara su plena independencia, Witold Pilecki y los otros siete procesados, condenados a prisión, fueron homenajeados el 1 de octubre de 1990 por el nuevo gobierno de Polonia.
En 1995, Pilecki fue honrado con la Cruz de Comendador de la Orden Polonia Restituta. El 30 de julio de 2006, el presidente de Polonia Lech Kaczyński lo condecoró con la Orden del Águila Blanca.
El 19 de septiembre de 2019, el Parlamento Europeo aprobó una resolución titulada Sobre la importancia de la memoria histórica europea para el futuro de Europa en la que, entre otras cosas, se "pide, además, que el 25 de mayo (aniversario de la ejecución del capitán Witold Pilecki, héroe de Auschwitz) sea declarado Día internacional de los héroes de la lucha contra el totalitarismo".